# Hydatostega plumbeus
Hydatostega plumbeus är en tvåvingeart som först beskrevs av Aldrich 1911.  Hydatostega plumbeus ingår i släktet Hydatostega och familjen styltflugor.
Artens utbredningsområde är Washington. Inga underarter finns listade i Catalogue of Life.